# Campionato sudafricano di calcio
Il campionato sudafricano di calcio si svolge sotto la giurisdizione della Premier Soccer League e della Federazione calcistica del Sudafrica. Si articola in tre divisioni professionistiche:
- Premier Division, primo livello
- National First Division, secondo livello
- Second Division, terzo livello

La prima e la seconda divisione sono gestite dalla PSL, mentre la terza e le divisioni inferiori, divise per regioni, sono organizzate dalla SAFA.
A fianco dei campionati, vengono organizzate dalla PSL i seguenti tornei:
- Nedbank Cup
- Telkom Knockout Cup
- MTN 8

Negli anni passati, la PSL organizzò anche: la Charity Cup, una coppa a quattro squadre svoltasi dal 1986 al 2010 e la Baymed Cup, coppa dedicata alle sole squadre della National First Division, disputatasi solo nel 2006.